# Тони (премия, 1949)
3-я церемония награждения премии «Тони» за заслуги в области американского театрального искусства состоялась 24 апреля 1949 года в Большом бальном зале отеля «Уолдорф-Астория» (Нью-Йорк, США). Ведущими выступили Брок Пембертон и Джеймс Саутер.

## Церемония
На третьей церемонии впервые вручался серебряный медальон «Тони», дизайн которого разработал Герман Россе. На одной стороне медали рельефные маски комедии и трагедии, на обратной — рельеф профиля Антуанетты Перри. Также впервые вручались награды в категориях:
Среди выступающих были: Кэрол Чэннинг, Нанетт Фабрей, Лэнни Росс, Лоурен Тиббетт, Ветти Джейн Уотсон, Пол Уинчел и другие.
Впервые вручалась награда в категории «Лучший мюзикл»

## Лауреаты

### Производство
| Категория         | Победитель                                               |
| ----------------- | -------------------------------------------------------- |
| Лучшая пьеса      | «Смерть коммивояжёра» Артура Миллера                     |
| Лучший мюзикл     | «Целуй меня, Кэт» Коула Портера                          |
| Лучший автор      | Артура Миллера за «Смерть коммивояжёра»                  |
| Лучший автор      | Сэмюэл и Белла Спевак за «Целуй меня, Кэт»               |
| За продюсирование | Кермит Блумгарден и Уолтер Фрид за «Смерть коммивояжёра» |
| За продюсирование | Сейнт Саббер и Лемуэль Айрес за «Целуй меня, Кэт»        |

### Выступления
| Категория                     | Победитель                            |
| ----------------------------- | ------------------------------------- |
| Актёр в пьесе                 | Рекс Харрисон — «Тысяча дней Анны»    |
| Актриса в пьесе               | Мартита, Хант — «Безумная из Шайо»    |
| Актёр в мюзикле               | Рэй Болджер — «Где Чарли?»            |
| Актриса в мюзикле             | Нанетт Фабрей — «Личная жизнь»        |
| Актёр второго плана в пьесе   | Артур Кеннеди — «Смерть коммивояжёра» |
| Актриса второго плана в пьесе | Ширли Бут — «Прощай, моя фантазия»    |

### Мастерство
| Категория                          | Победитель                                   |
| ---------------------------------- | -------------------------------------------- |
| Лучший режиссёр                    | Элиа Казан за «Смерть коммивояжёра»          |
| Лучшие композитор и поэт           | Коул Портер за «Целуй меня, Кэт»             |
| Дизайнер костюмов                  | Лемуэль Айрес за «Целуй меня, Кэт»           |
| Хореография                        | Говер Чемпион за «Lend an Ear»               |
| Дирижёр и музыкальный руководитель | Макс Мет за «Как девушки идут»               |
| Дизайн сцены                       | Джо Мэйлцинер за «Смерть коммивояжёра» и др. |